# Дача Антонова
Особняк (дача) Антонова — утраченный памятник деревянной архитектуры начала XX века в Сестрорецке по адресу: улица Григорьева, 4.
Дача принадлежала личному почётному гражданину Ивану Дмитриевичу Антонову, жившему в Сестрорецке на Большой Канонирской улице (с 1920-х — улица Коммунаров). Из сохранившихся документов известно, что контракт на аренду участка под будущую дачу он заключил в 1899 году. Участок был площадью 517 квадратных сажень, находился по Среднему проспекту, 31а, что по картам соответствует нынешнему адресу. Оплата аренды составляла 88 рублей в год.
В 1905 году И. Д. Антонов получил разрешение Лесного департамента на вырубку более четверти произраставших на участке хвойных деревьев. Разрешение было дополнено требованием компенсировать вырубку за счет посадки фруктовых и лиственных деревьев.
Построенный в начале XX века особняк представлял собой двухэтажное здание с двумя мезонинами, двухэтажными ризалитами, остеклёнными балконами на первом этаже и открытыми — на втором. Фасады были отделаны деревянной профилированной вагонкой, цоколь выполнен из гранитных блоков. Расстекловка окон была характерной для северного модерна. Дом был украшен резным карнизом, фигурными столбами навесов, над окнами — сандриками с пропильной резьбой
В 1988 году на основании решения Исполкома Ленгорсовета № 963 от 05.12.1988 дача была признана объектом культурного наследия регионального значения.
По состоянию на 2014 год особняк снесён. При этом в 2017 году решением КГИОП Санкт-Петербурга было утверждено охранное обязательство на объект «Особняк» по улице Григорьева, 4.